# Grab (Republika Serbska, gmina Trnovo)
Grab (cyr. Граб) – wieś w Bośni i Hercegowinie, w Republice Serbskiej, w mieście Sarajewo Wschodnie, w gminie Trnovo. W 2013 roku liczyła 4 mieszkańców.